# Arena (volum de Fredric Brown)

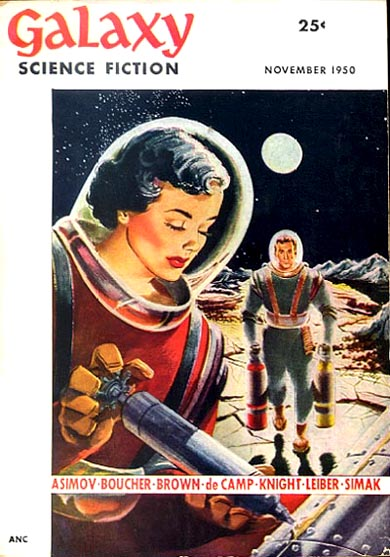
Povestea din titlu, „Luna de miere în iad”, a fost coperta celui de-al doilea număr al Galaxy Science Fiction în 1950.

„Honeymoon in Hell” este o povestire științifico-fantastică a scriitorului american Fredric Brown, publicată pentru prima dată în 1950. A fost și titlul unei antologii de povestiri publicată în 1958.
În limba română, această antologie a fost publicată sub titlul Arena de Editura Nemira în 1999, ordinea povestirilor fiind puțin schimbata față de original. Povestirile au fost traduse de Mihai-Dan Pavelescu și Dan Popescu.

## Cuprins
- Sala oglinzilor - 1953 (Hall of Mirrors - Traducerea: Dan Popescu)
- Un om exemplar - 1951 (Man of Distinction - Traducerea: Dan Popescu)
- Epoca de aur - 1955 (Millennium - Traducerea: Dan Popescu)
- Domul - 1951 (The Dome - Traducerea: Dan Popescu)
- Sânge - 1955 (Blood - Traducerea: Dan Popescu)
- Lună de miere în Iad - 1950 (Honeymoon in Hell - Traducerea: Dan Popescu)
- Experiment -1954 (Experiment - Traducerea: Dan Popescu)
- Ultimul marțian - 1950 (The Last Martian - Traducerea: Dan Popescu)
- Santinela -1954 (Sentry - Traducerea: Dan Popescu)
- Șoricelul - 1949 (Mouse - Traducerea: Dan Popescu)
- Natural - 1954 (Naturally - Traducerea: Dan Popescu).
- Voodoo - 1954 (Voodoo - Traducerea: Dan Popescu)
- "Arena" - 1944 (Arena - Traducerea: Mihai-Dan Pavelescu)
- Prea departe - 1955 (Too Far - Traducerea: Mihai-Dan Pavelescu)
- Păzea! - 1954 (Keep Out - Traducerea: Mihai-Dan Pavelescu)
- Prima mașină a timpului - 1955 (First Time Machine - Traducerea: Dan Popescu)
- Râsul zeilor - 1944 (And the Gods Laughed - Traducerea: Dan Popescu)
- Arma - 1951 (The Weapon - Traducerea: Mihai-Dan Pavelescu)
- Un mesaj din partea sponsorului nostru - 1951 (A Word from Our Sponsor - Traducerea: Mihai-Dan Pavelescu)
- Foșnet de aripi - 1953 (Rustle of Wings - Traducerea: Dan Popescu)
- Imaginează-ți - 1955 (Imagine - Traducerea: Dan Popescu)

## Adaptări
În 1956, povestirea Honeymoon in Hell (Lună de miere în iad) a fost adaptată pentru radio de NBC pentru emisiunea X Minus One.
În 1987, regizorul mexican Guillermo del Toro a adaptat Natural (Naturally) într-un scurtmetraj intitulat Geometria.